# Saverneda
Saverneda, sovint escrit, erròniament, com a Savarneda, també anomenat sovint la Verneda, fou un poble del terme municipal de Soriguera, a la comarca del Pallars Sobirà. Pertanyia ja a l'antic terme de Soriguera, abans que aquest s'ampliés amb Estac.
Està situat a la zona central-nord del terme, a prop de Sort, al peu del quilòmetre 0,5 de la carretera LV-5131. És a l'esquerra de la Noguera Pallaresa, a prop del riu, del qual el separa la Prada de Saverneda. Es troba als peus del contrafort nord-oest del Roc de la Torre. És també a l'esquerra del Riu del Cantó, al sud-est del lloc es produeix l'aiguabarreig dels dos rius esmentats.
L'antic poble, que té la capella de la Immaculada, està pràcticament desaparegut, atès que s'ha convertit en una moderna explotació agropecuària productora de llet. L'única casa que ha perdurat sempre, i que ara és la seu de l'explotació agropecuària, és la Casa Morreres.

## Etimologia
La Verneda, amb el fòssil de l'article salat aglutinat a l'arrel principal: Saverneda. Derivat del mot comú vern, com indica Joan Coromines, amb el sufix que indica col·lectiu.

## Història

### Edat mitjana
L'origen de la caseria de Saverneda és una antiga quadra.

### Edat contemporània
Pascual Madoz dedica un article breu del seu Diccionario geográfico... a Saverneda (Sabarneda). Hi diu que és un llogaret que depenia de Sort. Es troba en una muntanya al costat mateix de la Noguera Pallaresa, on el clima és sa, tot i que el combaten els vents del nord i de vegades els del sud. Tenia en aquell moment 2 cases. Les terres són de mitjana qualitat, de regadiu. La major part són prats d'herba per al bestiar, i hi ha bosc tot a l'entorn, amb alzines, roures, pins, boixos, pollancres i salzes. S'hi produïa blat, herba, llegums i patates, i s'hi criava bestiar de peu rodó: cavalls, mules i vacum. Hi havia caça de llebres, perdius i conills i pesta de truites i anguiles. Comptava amb 1 veí (cap de casa) i 9 ànimes (habitants).